# 904 Rockefellia
904 Rockefellia este un asteroid din centura principală, descoperit pe 29 octombrie 1918, de Max Wolf.